# 新广街道
新广街道，是中华人民共和国吉林省长春市宽城区下辖的一个街道办事处。2023年3月17日由原新发、东广、南广3个街道合并设立。管辖范围东起长吉铁路线，西至人民大街，南起新发路、上海路与光复路，北至京哈铁路线。

## 行政区划
新广街道下辖以下地区：
下辖青岛路、贵阳街、上海路、东二条、东三条、东四条、黄河路北、黄河路南8个社区。